# Astrocaryum aculeatum

Astrocaryum aculeatum

Astrocaryum aculeatum là loài thực vật có hoa thuộc họ Arecaceae. Loài này được G.Mey. mô tả khoa học đầu tiên năm 1818.